# Kalles Kaviar
Kalles Kaviar ist ein Brotaufstrich aus geräuchertem Rogen von Dorsch und Seelachs, der von Abba Seafood in Schweden hergestellt wird. Dem Fischrogen werden Zucker, Salz, Kartoffelflocken, Tomatenkonzentrat, Pflanzenöl und je nach Variation weitere Zutaten zugefügt. Die Paste wird in Tuben angeboten.

## Geschichte

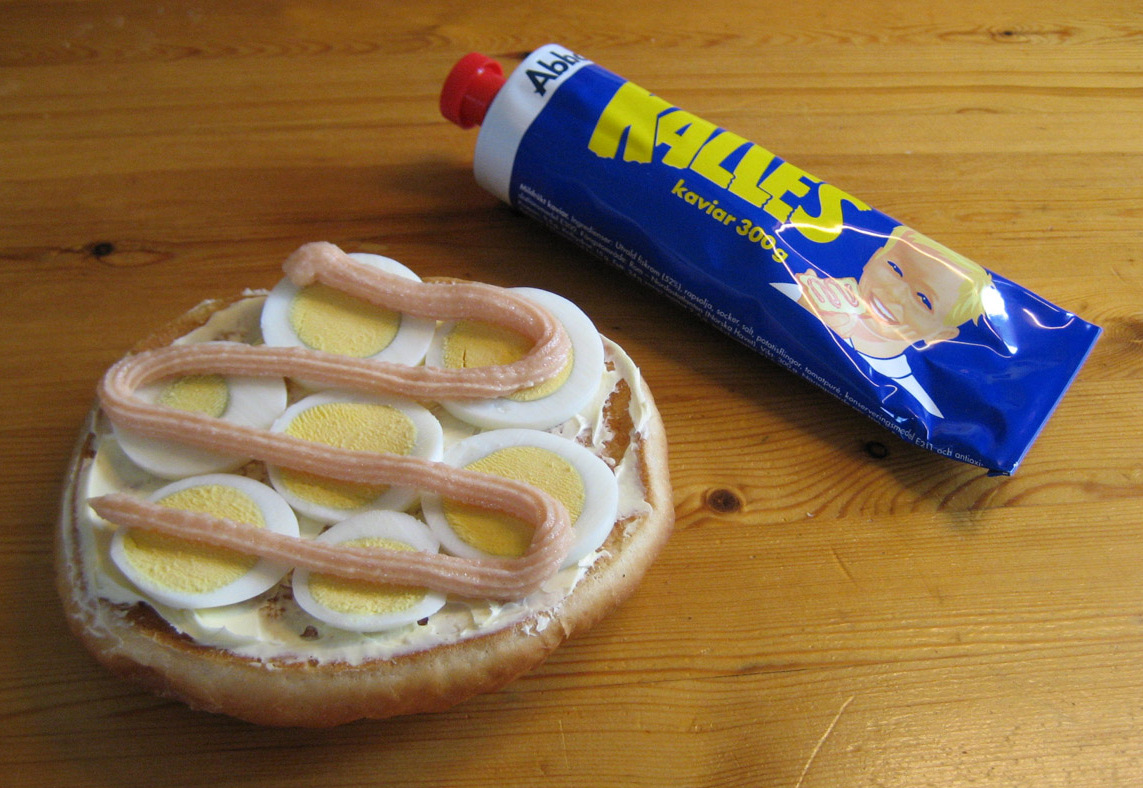
Ein Butterbrot mit Eierscheiben und Kalles Kaviar.

1950 kaufte Gunnar Stensby, der Fabrikleiter von Abba AB, der Vorgängergesellschaft von Abba Seafood, einem Hausierer das Rezept für eine Kaviarpaste ab. Laut Firmengeschichte soll er 1000 Kronen dafür bezahlt haben. Das Produkt Kalles Kaviar, das auf diesem Rezept basiert, wurde vier Jahre später, 1954, vorgestellt.
Nachdem bei Produkttests festgestellt wurde, dass der Brotaufstrich vor allem Kinder anspricht, entschied die Marketingabteilung, das Bild eines kleinen Jungen mit blonden Haaren und blauen Augen als Markenzeichen auf die Verpackung zu drucken und wählte als Produktnamen den damals populären Jungennamen Kalle. Als Model wurde der sechsjährige Sohn des Firmenchefs, Carl Ameln, ausgewählt. Das Produktdesign wurde seither nicht verändert.
Bereits im ersten Jahr verkaufte Abba über eine Million Tuben, 2005 wurden rund 2600 Tonnen Kalles Kaviar verkauft.
1975 begann Abba, weitere Rezepturen zu entwickeln. Auch ein anderes Gebinde wurde getestet, aber von der Kundschaft nicht angenommen. Seither gibt es Kalles Kaviar ausschließlich in der Tube.
Seit 2013 wird Kalles Kaviar unter dem MSC-Siegel für nachhaltigen Fischfang produziert.
2015 wird Kalles Kaviar in sieben verschiedenen Variationen angeboten.

## Trivia
- Carl Ameln, dessen Gesicht auf den Tuben abgebildet wird, genießt ein lebenslanges, freies Bezugsrecht an Kalles Kaviar und wird von Abba Seafood mit Hauslieferung bedient.
- Kalles Kaviar wurde im Lebensmittelbereich der IKEA-Möbelhäuser verkauft. Im Sommer 2023 wurde es aus dem IKEA Sortiment gestrichen (die Zusammenarbeit mit schwedischen Herstellern, wie Kalles Kaviar, Marabou oder Leksands Knäcke wurde eingestellt).
- Eine 1995 gegründete Schweizer Ska-Band nennt sich „Kalles Kaviar“.